# The Miz
Michael Gregory Mizanin (Parma (Ohio), 8 oktober 1980), beter bekend als The Miz, is Amerikaans professioneel worstelaar, acteur en televisiepersoonlijkheid, die sinds 2004 actief is in de World Wrestling Entertainment. Miz staat samen met R-Truth bekend als Awesome Truth, een tag team dat sinds 2024 is herrezen.
The Miz was in 2010 winnaar van de Money in the Bank ladder match, waarna hij tot dusver zijn grootste succes ervaarde - met name in het voorjaar van 2011. The Miz speelde toen een hoofdrol bij het evenement WrestleMania XXVII, waar hij als titelverdediger recordkampioen John Cena versloeg voor het WWE Championship. The Miz is tevens een 2-voudig WWE United States Champion en 5-voudig WWE Tag Team Champion, waarvan 2 keer als partner van John Morrison. The Miz is de 14e Grand Slam Champion in de geschiedenis. 
Mike "The Miz" Mizanin brak door in 2001, toen hij meespeelde in de MTV-realitysoap Real World: Back to New York en het alter ego "The Miz" creëerde. Hij maakte zijn acteerdebuut op het witte doek in 2013 en speelde een hoofdrol in verschillende films van WWE Studios. Mizanin vertolkte de rol van Jake Carter in The Marine 3: Homefront, The Marine 4: Moving Target, The Marine 5: Battleground en The Marine 6: Close Quarters. 

## Professioneel worstelcarrière

### World Wrestling Entertainment (2004-)

#### Training (2004-2006)
In 2004 nam Mizanin deel aan de talentenjacht Tough Enough, geproduceerd door de WWE. Mizanin werd tweede, waarna hij verloor van mixed martial artist Daniel Puder. Ondanks zijn verlies was de federatie geïnteresseerd in Mizanin. Het programma Tough Enough diende als dusdanig als een springplank voor zijn carrière als professioneel worstelaar. Mizanin kreeg een opleidingscontract aangeboden in 2005 en werd getraind door Al Snow en Bill DeMott in de opleidingscentra 'Deep South Wrestling' (DSW) en 'Ohio Valley Wrestling' (OVW) om zijn vaardigheden aan te scherpen. Miz veroverde één keer het 'DSW Heavyweight Championship' en 'OVW Tag Team Championship', als partner van Chris Cage. 
Miz' debuut als gastheer kwam er in een aflevering het programma Friday Night SmackDown! op 2 juni 2006. Miz organiseerde vervolgens de jaarlijkse 'Diva Search', waarin het publiek kennismaakte met nieuwe vrouwelijke worstelaarsters (destijds bekend als "WWE Divas"). Nadat de 'Diva Search' werd stopgezet, was hij als professioneel worstelaar actief in het programma SmackDown!. Miz versloeg achtereenvolgens Matt Hardy, Shoichi Funaki en Scotty 2 Hotty, waardoor hij een ongeslagen reeks opbouwde. Miz leed zijn eerste nederlaag tegen The Boogeyman bij het evenement Armageddon in december 2006. 

#### ECW (2007-2009)

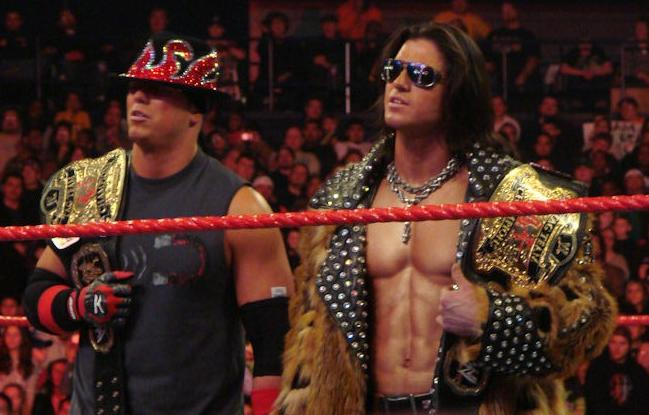
The Miz en John Morrison als WWE World Tag Team Champions in 2008

Op 25 mei 2006 werd bekend dat WWE een nieuwe show zou lanceren, 'Extreme Championship Wrestling' (ECW), een terugkeer van de voormalige worstelorganisatie van promotor Paul Heyman uit de jaren '90. 'Extreme Championship Wrestling' keerde terug als tv-format en Miz werd gekozen als worstelaar voor dit programma als gevolg van zijn selectie in de WWE Draft. 
Miz veroverde zijn eerste grote kampioenschap in een aflevering van Friday Night SmackDown! op 16 november 2007 toen hij met vaste tag teampartner John Morrison het WWE Tag Team Championship in de wacht sleepte met een overwinning tegen Matt Hardy en Montel Vontavious Porter. In juli 2008 verloren Miz en Morrison het kampioenschap aan Curt Hawkins en Zack Ryder bij het evenement The Great American Bash. Miz en Morrison waren samen te zien in de korte rubriek "The Dirt Sheet" op de website van de federatie en schreven zelf de inhoud van elke aflevering. 
Miz en Morrison veroverden tevens het WWE World Tag Team Championship van CM Punk en Kofi Kingston bij een live-evenement (jargon: house show) op 13 december 2008. Miz en Morrison moesten de titels doorgeven aan Primo & Epico. Hun partnerschap eindigde in het najaar van 2009, waarna hij met zijn team "Team Morrison" versloeg bij het evenement Survivor Series. Sheamus hielp Miz' team aan de overwinning nadat hij Morrison als laatste elimineerde in een traditionele Survivor Series-eliminatiewedstrijd. 

#### WWE United States Championship & WWE Championship (2009-2011)

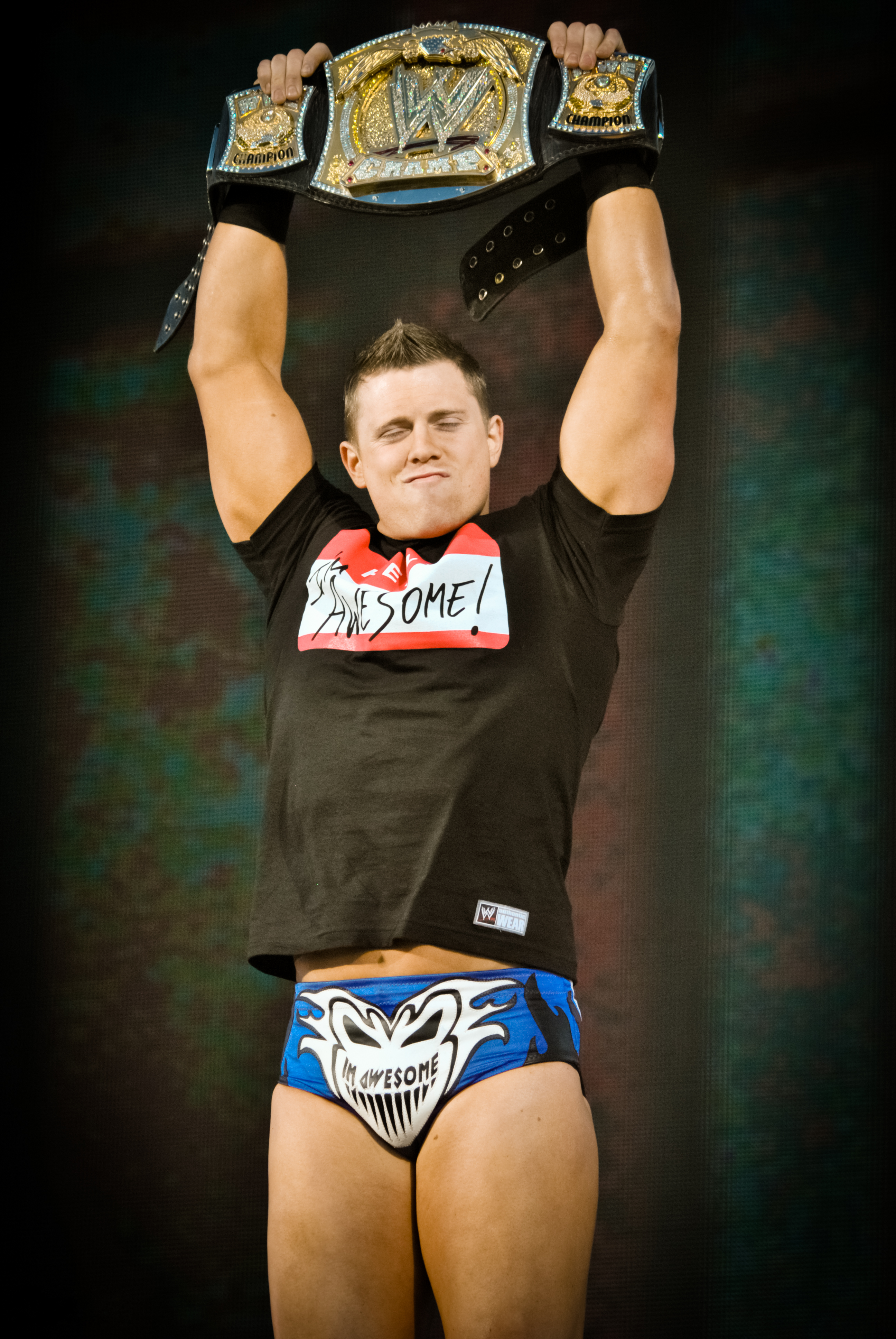
The Miz als WWE Champion in 2010

Miz startte in april 2009 een verhaallijn naast John Cena, waarna beiden de hoofdrol speelden op verschillende pay-per-views in het kader van deze verhaallijn. Miz veroverde het WWE United States Championship van Kofi Kingston in een aflevering van Monday Night Raw op 5 oktober 2009, maar verloor het kampioenschap aan Bret Hart op 17 mei 2010. Hart - met pensioen sinds 2000 - keerde namelijk eenmalig terug als professioneel worstelaar. Later werkte hij samen met Big Show en veroverde het WWE Tag Team Championship als "ShoMiz". Miz en Big Show werden verslagen door The Hart Dynasty (Tyson Kidd & David Hart Smith) in een aflevering van Raw op 26 april 2010.
Tijdens een aflevering van Raw op 14 juni 2010 veroverde Miz voor de tweede keer in zijn carrière het WWE United States Championship, nadat hij R-Truth versloeg. John Morrison en Zack Ryder waren de andere uitdagers. Miz' begeleidde voorts twee NXT-deelnemers, met name Daniel Bryan en Alex Riley respectievelijk. Riley, tevens een lookalike van Miz, zou hem later flankeren tijdens zijn wedstrijden. Miz verloor het WWE United States Championship aan Daniel Bryan bij het evenement Night of Champions in september 2010. 
Miz won de traditionele Money in the Bank ladder match bij het inaugureel gelijknamig evenement in juni 2010, waardoor hij zich verzekerde van een "wedstrijdcontract" met kans op het WWE Championship. Miz diende uiteindelijk het contract in en versloeg titelverdediger Randy Orton in een aflevering van Raw op 22 november 2010. Als onderdeel van hun verhaallijn schreef hij met Cena het WWE Tag Team Championship op zijn naam. Miz en Cena versloegen The Corre (Heath Slater & Justin Gabriel) in een aflevering van Raw op 21 februari 2011. Het duo moest de titelriemen nog diezelfde avond opnieuw doorgeven aan "The Corre". 
Miz werd uitgedaagd door John Cena bij het evenement WrestleMania XXVII in april 2011, waar hij ondanks een hersenschudding mocht zegevieren. Miz had zijn overwinning te danken aan Dwayne "The Rock" Johnson, gastheer van het evenement. The Rock kwam naar de ring en viel zowel hem als Cena aan, maar Miz kon zijn regeerperiode verlengen omdat Cena niet voldoende was hersteld. Miz' heerschappij duurde tot 1 mei 2011, toen hij door Cena werd verslagen in een steel cage match bij het evenement Extreme Rules. John Morrison was de andere uitdager. 

#### Awesome Truth (2011-2012)

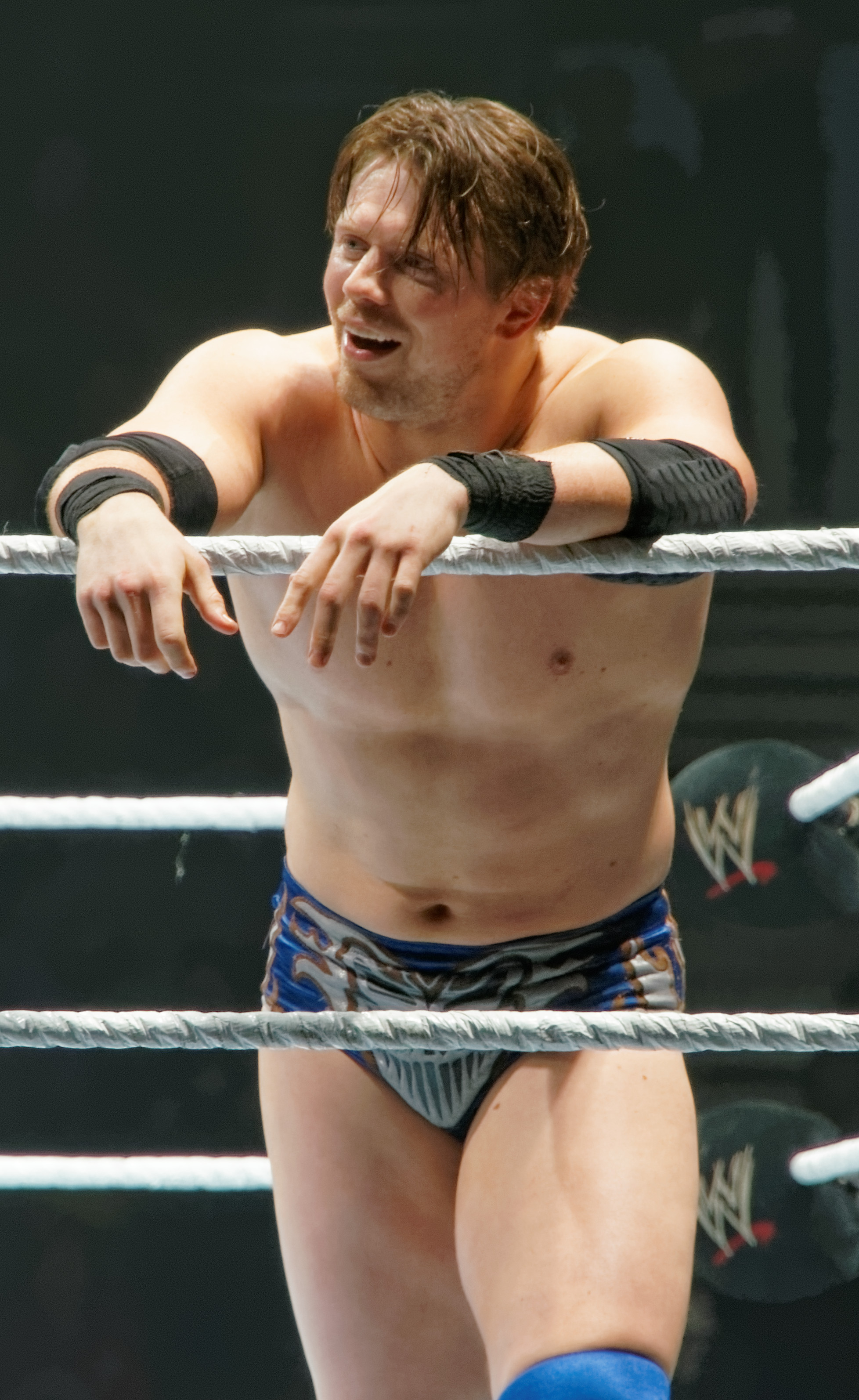
The Miz in 2013

In de zomer van 2011 richtte Miz een tag team op met R-Truth, genaamd "Awesome Truth". Miz en R-Truth boekten geen grote successen, maar lieten zich in oktober wel gelden in de voornaamste wedstrijd van het evenement Hell in a Cell, een Hell in a Cell match tussen titelverdediger John Cena, CM Punk en Alberto Del Rio voor het WWE Championship. Miz en R-Truth vielen binnen in de "Cell", waarna ze schier CM Punk en Cena uitschakelden voor de overwinning. Triple H - de fictieve COO van de federatie - wilde het duo tot de orde roepen, maar werd net als Miz en R-Truth (kayfabe) gearresteerd door de autoriteiten. Alberto Del Rio was de nieuwe WWE Champion. Miz en R-Truth versloegen Triple H en CM Punk via diskwalificatie bij het evenement Vengeance op 23 oktober 2011, nadat Kevin Nash zich roerde ten voordele van Triple H en CM Punk. 

#### WWE Intercontinental Championship (2012-2014)
Miz veroverde het WWE Intercontinental Championship met een overwinning tegen Christian Cage in de 1000e aflevering van Monday Night Raw op 23 juli 2012, maar verloor de titelriem aan Kofi Kingston op 16 oktober 2012. Miz won het kampioenschap hierna - tot dusver - nog 7 keer, maar zijn tweede en vierde regeerperiode duurden telkens niet langer dan 24 uur. Miz versloeg Wade Barrett bij het evenement WrestleMania 29 in april 2013, maar werd een dag later gevloerd door diezelfde Barrett. 
Miz bemachtigde het kampioenschap voor de 3e keer in een "battle royal" (jargon: eliminatiewedstrijd) tegen 19 andere worstelaars bij het evenement Battleground in juli 2014. Zijn vierde regeerperiode was echter een kopie van de tweede. Miz versloeg Dolph Ziggler bij het evenement Night of Champions in september 2014, maar werd een dag later geklopt door Ziggler in een aflevering van Raw. 

#### "Hollywood"-persona enMizTv(2014-)

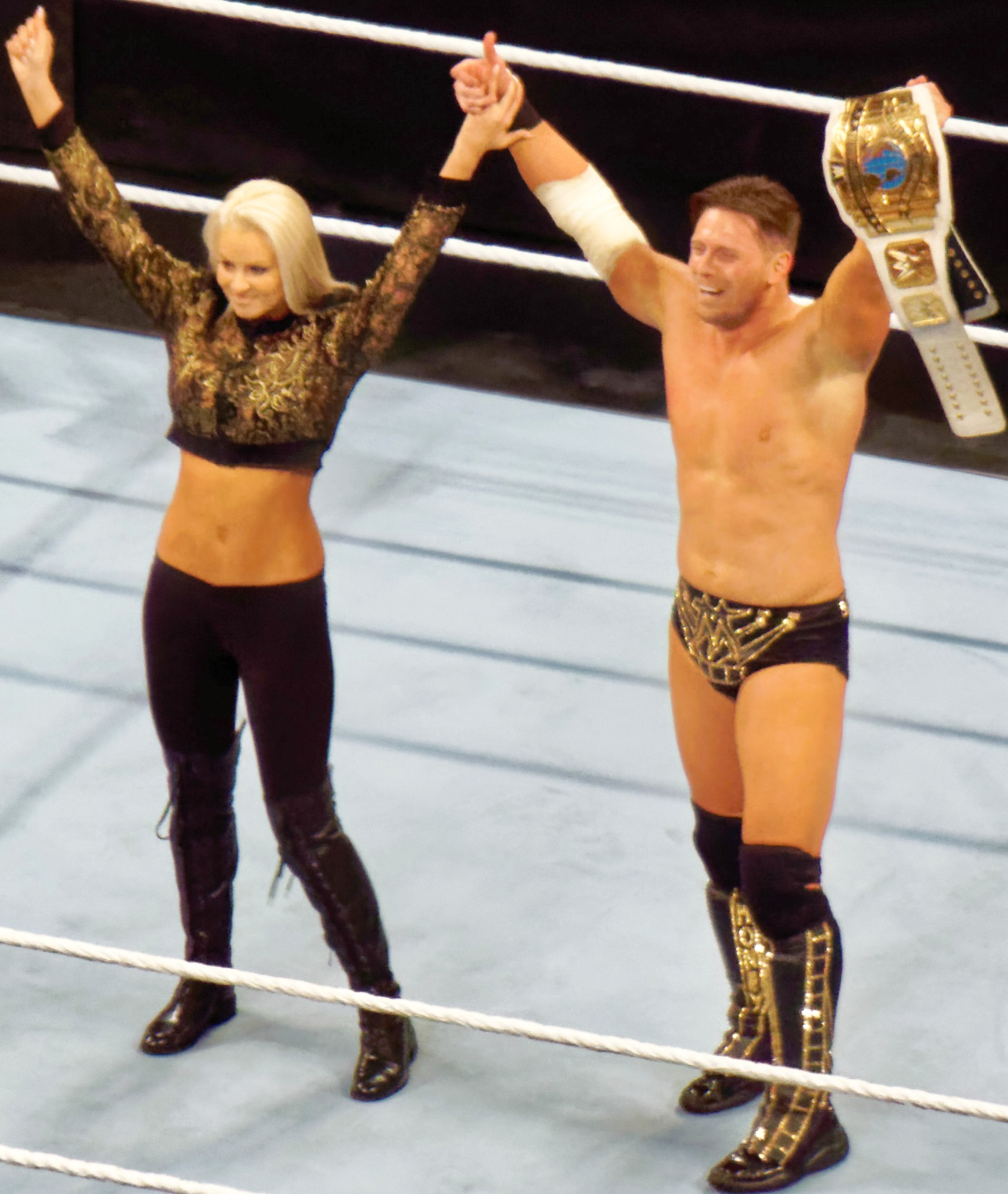
The Miz als WWE Intercontinental Champion met echtgenote Maryse Ouellet in april 2016

In juni 2014 introduceerde Miz een nieuw persona, meer bepaald een karakter met het gimmick van een arrogante Hollywoodster. Damien Sandow, als partner van Miz bekend als "Damien Mizdow", deed dienst als zijn "body double". Dit gimmick zou uiteindelijk opnieuw richting geven aan zijn carrière, die al een tijdje op de regressieve weg was. Miz en Sandow veroverden het WWE Tag Team Championship van Goldust en Cody Rhodes bij het evenement Survivor Series, maar speelden hun titelriemen kwijt aan The Usos in een aflevering van Raw op 29 december 2014.
Tijdens een aflevering van Monday Night Raw op 4 april 2016 veroverde Miz voor de 5e keer het WWE Intercontinental Championship met een overwinning tegen Zack Ryder, die exact 24 uur kampioen was. Ryder kroonde zich tot kampioen in een ladder match bij het evenement WrestleMania 32. Daarna verdedigde Miz enkele keren met succes het kampioenschap. In april 2016 versloeg hij Dolph Ziggler bij het evenement Backlash. Miz versloeg Apollo Crews bij het evenement SummerSlam. Op 3 januari 2017 verloor hij de titel aan Dean Ambrose in een aflevering van Tuesday Night SmackDown! Live. 
Miz werd voor de 7e keer WWE Intercontinental Champion met een overwinning tegen Ambrose bij het evenement Extreme Rules in juni 2017, waarna hij de titel moest doorgeven aan Roman Reigns in een aflevering van Raw op 20 november 2017. Tussendoor verloor hij met zijn echtgenote Maryse Ouellet van John Cena en Nikki Bella in een mixed tag team match bij het evenement WrestleMania 33. 
Rond deze periode kreeg hij een eigen praatprogramma, genaamd MizTv, waarin Miz wekelijks collega's uitnodigde voor een "diepgaand" gesprek. Het gesprek mondde steeds uit in een fysieke aanvaring tussen Miz en zijn gast(en). Miz groeide als presentator uit tot een van de populairste heels ("slechterik") van het moderne tijdperk. Miz was onder andere rechtstreeks betrokken bij de reünie van de worstelgroep The Shield (Dean Ambrose, Roman Reigns & Seth Rollins) in oktober 2017. Miz stelde tevens zijn eigen "Miztourage" aan als bodyguards (Curtis Axel & Bo Dallas), maar werd met Kane, Braun Strowman, Cesaro en Sheamus verslagen door "The Shield" bij het evenement Tables, Ladders and Chairs.
Miz' achtste en vooralsnog laatste WWE Intercontinental Championship kwam er op 22 januari 2018, toen hij Roman Reigns versloeg in een aflevering van Raw. Hierdoor was Miz nog een zege verwijderd van recordhouder Chris Jericho. Drie maanden later moest hij de titel afstaan aan Seth Rollins bij het evenement WrestleMania 34. Finn Bálor was de andere uitdager. Eind april kon hij de titel niet heroveren van Rollins bij het evenement Backlash. Miz en Shane McMahon veroverden het WWE SmackDown Tag Team Championship van Cesaro en Sheamus bij het evenement Royal Rumble in januari 2019, maar ze werden een maand later al verslagen door "The Usos" bij het evenement Elimination Chamber. Miz en McMahon verweten elkaar deze nederlaag, waarna hij McMahon in april versloeg bij het evenement WrestleMania 35. 

## Televisiecarrière
Mizanin kreeg eerst een rol aangeboden in het MTV-programma The Real World: Back to New York in 2001, waarin hij met "The Miz" een populair alter ego gebruikte. "The Miz" was toen reeds een arrogante versie van Mizanin. Het personage ontstond om het hoofd te bieden aan de agressieve, meedogenloze omgeving van realitysoaps. Mizanin speelde vervolgens in zijn eigen spin-off: Real World: Road Rules Challenge. Mizanin besloot achteraf de ringnaam "The Miz" te gebruiken als gimmick voor zijn carrière als professioneel worstelaar. 
Later nam hij deel aan het 4e seizoen van Tough Enough, een professioneel worstel-televisiecompetitie van World Wrestling Entertainment. In dat programma streed men voor een contract in de WWE. Mizanin was een finalist en zou later ook het programma presenteren. Tussen 2016 en 2018 mocht hij regelmatig opdraven in de Amerikaanse realitysoap Total Divas. Mizanin maakte ook tal van optredens in verscheidene televisieshows zoals Battle of the Network Reality Stars, Identity, Ghost Hunters, Dinner Impossible en Are You Smarter Than a 5th Grader?. In 2006 won hij de Amerikaanse versie van Fear Factor. 

## Privé
Mizanin is sinds 2014 gehuwd met Maryse Ouellet en heeft met haar een dochter, Monroe Sky.

## In worstelen
- Finishers
  - Mizard of Oz (2006–2007)
  - Reality Check (2007–2009)

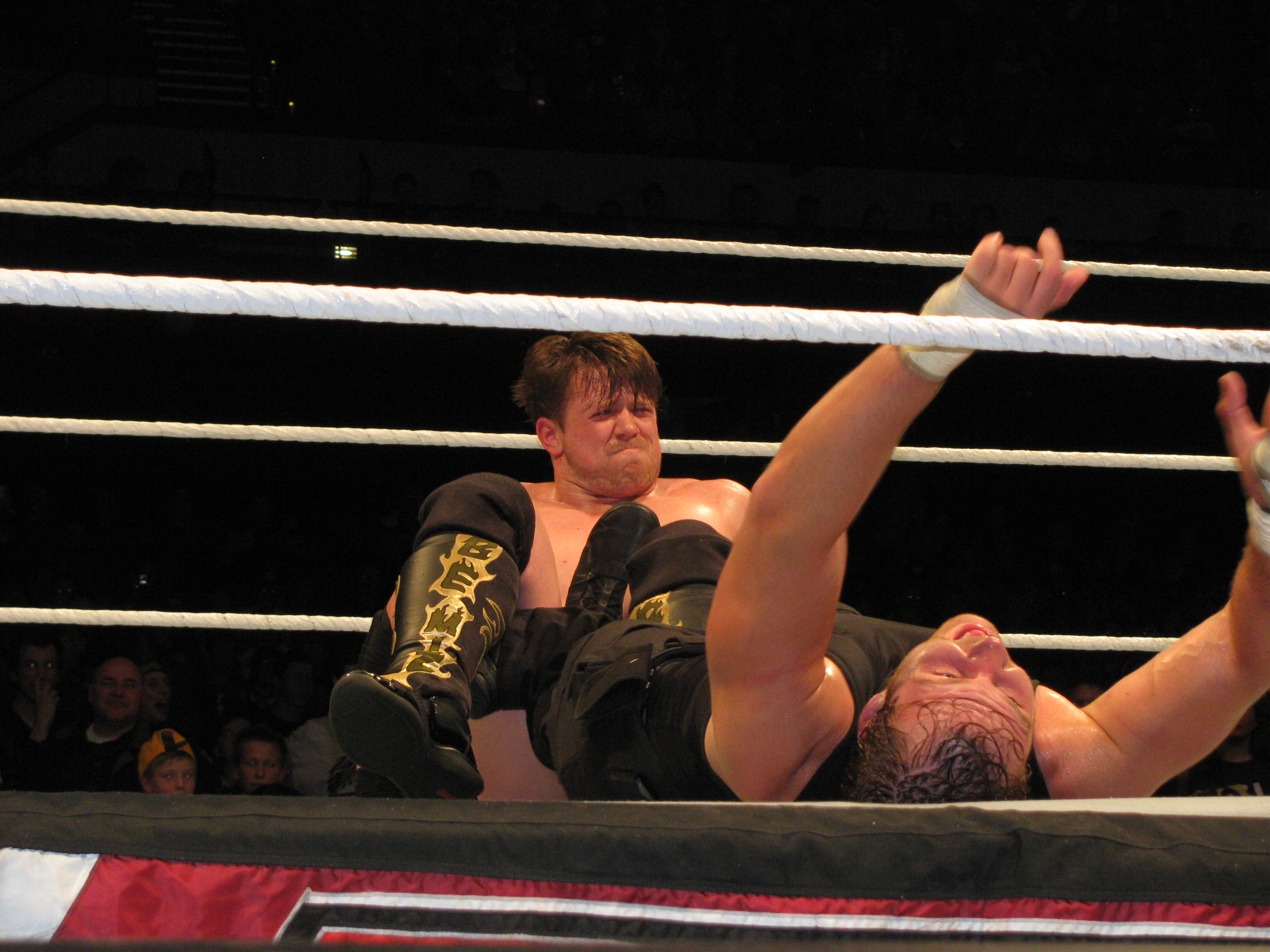
The Miz voert een "Figure Four Leglock" uit op Dean Ambrose

  - Skull-Crushing Finale (2009-heden)
  - Figure Four Leglock (2013-heden; geadopteerd van Ric Flair)

- Kenmerkende bewegingen
  - Sitout shoulder jawbreaker
  - Discus punch
  - Forward Russian legsweep
  - Modified running corner clothesline
  - Repeated crossfaces to a seated opponent
  - Springboard bulldog

- Managers
  - Kenny Bolin
  - Roni Jonah
  - ODB
  - Layla
  - Kelly Kelly
  - Brooke
  - The Bella Twins
  - Alex Riley

- Bijnamen
  - "The Awesome One"
  - "The Chick Magnet"
  - "The Demon of Desire"
  - "The Emperor of Excellence"
  - "The Grand Mizard of Lust"
  - "The Soldier of Seduction"
  - "The Monk Of Mojo"

- Opkomstnummers
  - "Reality" van Jim Johnston (2006–2009)
  - "I Came to Play" van Downstait (2010–heden)

## Prestaties
- The Baltimore Sun
  - Most Improved Wrestler of the Year (2009)[3]
  - Tag Team of the Year (2008) – met John Morrison[4]
- Deep South Wrestling
  - DSW Heavyweight Championship (1 keer)[5]
- Ohio Valley Wrestling
  - OVW Southern Tag Team Championship (1 keer) – met Chris Cage
- Pro Wrestling Illustrated
  - Most Hated Wrestler of the Year (2011)[6]
  - Most Improved Wrestler of the Year (2016)
  - Gerangschikt op #1 vande top 500 worstelaars in de PWI 500 in 2011[7]
- Rolling Stone
  - Gerangschikt op #8 van de 10 best WWE-worstelaars van 2016[8]
  - WWE Wrestler of the Year (2017)[9]
- WWE
  - WWE Championship (2 keer)
  - WWE Intercontinental Championship (8 keer)
  - WWE United States Championship (2 keer)
  - WWE/Raw/World Tag Team Championship (5 keer, current) – met John Morrison (1), Big Show (1), John Cena (1), Damien Mizdow (1) en R-Truth (1)
  - WWE SmackDown Tag Team Championship (2 keer) – met Shane McMahon (1) en John Morrison (1)
  - World Tag Team Championship (2 keer) – met John Morrison (1) en Big Show (1)
  - Mixed Match Challenge (Season 1) – met Asuka
  - Mr Money in the Bank (2 keer ) (Raw 2010) (Mannen 2020)[10][11]
  - 25ste Triple Crown Champion
  - 5de Grand Slam Champion
  - Eerte 2 keer Grand Slam Champion
  - Slammy Award (2 keer)
    - Best WWE.com Exclusive (2008) The Dirt-Sheet – met John Morrison[12]
    - Tag Team of the Year (2008) – met John Morrison[12]
- Wrestling Observer Newsletter
  - Most Improved (2008, 2009)
  - Tag Team of the Year (2008) – met John Morrison
  - Worst Feud of the Year (2022) vs. Dexter Lumis[13]
  - Worst Match of the Year (2021) vs. Damian Priest bij WrestleMania Backlash[14]